# Tipula (Pterelachisus) bellardiana
Tipula (Pterelachisus) bellardiana is een tweevleugelige uit de familie langpootmuggen (Tipulidae). De soort komt voor in het Neotropisch gebied.